# خشک‌دره (افغانستان)
خشک‌دره یک منطقهٔ مسکونی در افغانستان است که در ولایت بامیان واقع شده‌است.